# Helcmanovce (przystanek kolejowy)
Helcmanovce – przystanek kolejowy znajdujący się we wsi Helcmanovce w kraju koszyckim na linii kolejowej nr 173 Margecany – Červená Skala w Słowacji.